# Paul Adolf Härtig
Paul Adolf Härtig (* 22. Januar 1856 in Großenhain; † 27. Juli 1929 in Dresden) war ein höherer sächsischer Staatsbeamter. Er war Geheimer Rat und Präsident der Generalzolldirektion.

## Leben und Wirken
Nach dem Schulbesuch der Fürstenschule in Grimma studierte er Rechts- und Staatswissenschaften an den Universitäten Leipzig und Heidelberg. Im Juli 1879 legte er das erste juristische Staatsexamen in Leipzig ab und nahm dann den juristischen Vorbereitungsdienst bei den Amtsgerichten Großenhain und Lauenstein auf und arbeitete beim Rechtsanwalt Ackermann in Dresden und am Landgericht Leipzig.
Am 1. Dezember 1881 trat er zur Zoll- und Steuerverwaltung über und wurde Referendar beim Hauptzollamt Leipzig. Im Februar 1884 bestand er das zweite juristische Staatsexamen und bekleidete hierauf folgende Stellen im Zoll- und Steuerdienst: vom 1. November 1884 bis 31. Januar 1886 und vom 1. März 1887 bis 30. September 1888 als juristischer Hilfsarbeiter bei der Zoll- und Steuerdirektion, vom 1. Februar 1886 bis 28. Februar 1887 als Obergrenzkontrolleur in Sebnitz, vom 1. Oktober 1888 bis 30. November 1891 als Obersteuerinspektor in Plauen, vom 1. Dezember 1891 bis 31. Januar 1894 als Oberzollinspektor in Leipzig, vom 1. Februar 1894 bis 31. Mai 1898 als Finanzrat und Mitglied der Zoll- und Steuerdirektion.
Am 1. Juni 1898 wurde er zum juristischen Hilfsarbeiter in das Königl. Finanzministerium berufen und im August 1898 zum Oberfinanzrat und am 1. Juni 1900 zum Geheimen Finanzrat und Vortragenden Rat im sächsischen Finanzministerium befördert. Im November 1904 wurde er zum Stellvertretenden Bevollmächtigten beim Bundesrat und am 1. Januar 1909 zum Zoll- und Steuerdirektor ernannt. Am 30. Juli 1909 erlangte er die Würde eines Geheimen Rats und Anfang November den Dienstposten als Präsident der Generalzolldirektion. Aufgrund einer Erkrankung trat er Ende 1919 in den Ruhestand und zog sich vollständig aus der Öffentlichkeit zurück.